# EpiVacCorona

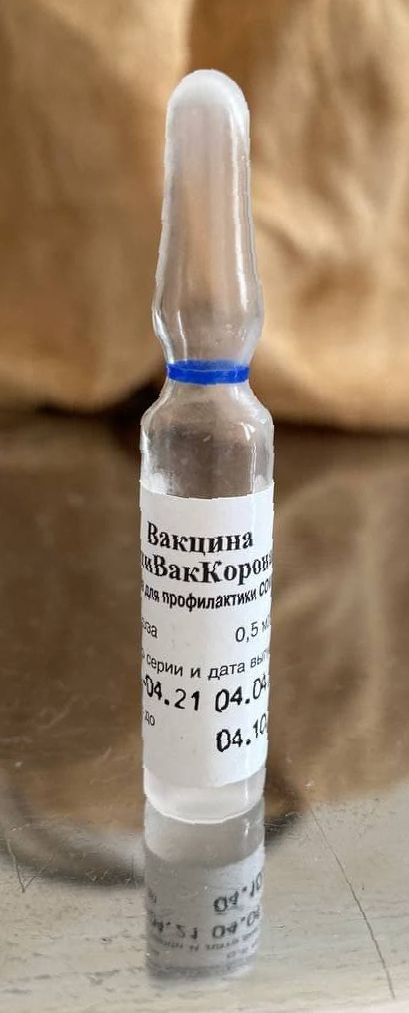
EpiVacCorona

EpiVacCorona (russisch ЭпиВакКорона) ist ein COVID-19-Impfstoff, der vom Staatlichen Forschungszentrum für Virologie und Biotechnologie (Vector) in Kolzowo, Russland entwickelt wurde. Bei EpiVacCorona handelt es sich um einen Peptidimpfstoff, der in zwei Dosen im Abstand von drei Wochen verabreicht wird. EpiVacCorona wurde in Russland als zweiter COVID-19-Impfstoff nach Sputnik V im Oktober 2020 zugelassen. Die Massenproduktion von EpiVacCorona begann im Februar 2021. Die Beantragung einer EU-Zulassung für EpiVacCorona wird als möglich erachtet.
EpiVacCorona kann in Standardkühlschränken aufbewahrt werden. Nach russischen Angaben wird durch den Impfstoff in 100 Prozent der Fälle eine Immunantwort ausgelöst. Mit Stand 27. September 2021 wurde über eine Million Personen mit zwei Dosen EpiVacCorona geimpft; ursprünglich war geplant, 5 Millionen Dosen pro Monat zu produzieren.

## Kritik
EpiVacCorona wurde kritisiert, da die zugrunde liegenden Studien keine Wirksamkeit belegen könnten. So wurde eine Studie durchgeführt, die nur Mitarbeiter von Rospotrebnadzor, dem Hersteller des Impfstoffs, umfasste. Von 1736 Studienteilnehmenden antworteten lediglich 807 auf einen schriftlichen Umfragebogen. Von den 807 Antwortenden gaben 37 an, dass sie trotz der Impfung an Corona erkrankt seien. Von diesen 37 wiederum verstarben 2 Personen. Aufgrund dieser Angaben errechnete Vektor/Rospotrebnadzor, dass die Wirksamkeit von EpiVacCorona 95,8 % betrage. Der Immunbiologe Konstantin Severinov, Professor der Rutgers University, hielt die Studie zu EpiVacCorona für ein Beispiel, wie man eine wissenschaftliche Studie nicht durchführen dürfe, das er in seinem Unterricht in Seminaren zitieren könne.

## Zulassung
| Staat        | Zulassung        | Quellen |
| ------------ | ---------------- | ------- |
| Russland     | 13. Oktober 2020 | [ 8 ]   |
| Turkmenistan | 29. Januar 2021  | [ 9 ]   |
| Kambodscha   | Oktober 2021     | [ 10 ]  |